# 日々輝学園高等学校
日々輝学園高等学校（ひびきがくえんこうとうがっこう）は栃木県塩谷郡塩谷町大宮にある、私立の広域通信制高等学校である。

## 概要
構造改革特別区域法に基づき指定された「塩谷町教育特区」を利用して設置された高等学校で、学校設置会社による学校設置事業及び校地・校舎の自己所有を要しない小学校等設置事業として開校した、広域通信制の高等学校である。学校教育法第55条に定める通信制高校の技能連携校武蔵国際総合学園を母体とし、株式会社エデュコジャパンによる株式会社立高校として、2006年4月に旧塩谷町立大宮中学校の校地・校舎を利用して開校した。2010年より設置者を学校法人開桜学院に変更し、現在に至る。
制服が制定されている。

### 設置学科
- 通信制課程　普通科

## 所在地
- 本校：栃木県塩谷郡塩谷町大字大宮2475-1（旧大宮中学校敷地）
- 開桜館：栃木県塩谷郡塩谷町大字大宮2579-1（旧塩谷高校敷地）
- 宇都宮キャンパス：栃木県宇都宮市松が峰1丁目1番14号
- さいたまキャンパス：埼玉県さいたま市大宮区仲町2丁目60番地 仲町川鍋ビル
- 東京校：埼玉県入間市下藤沢1061-1
- 神奈川校：神奈川県綾瀬市大上4-20-27
- 横浜校：神奈川県横浜市都筑区仲町台1-10-18

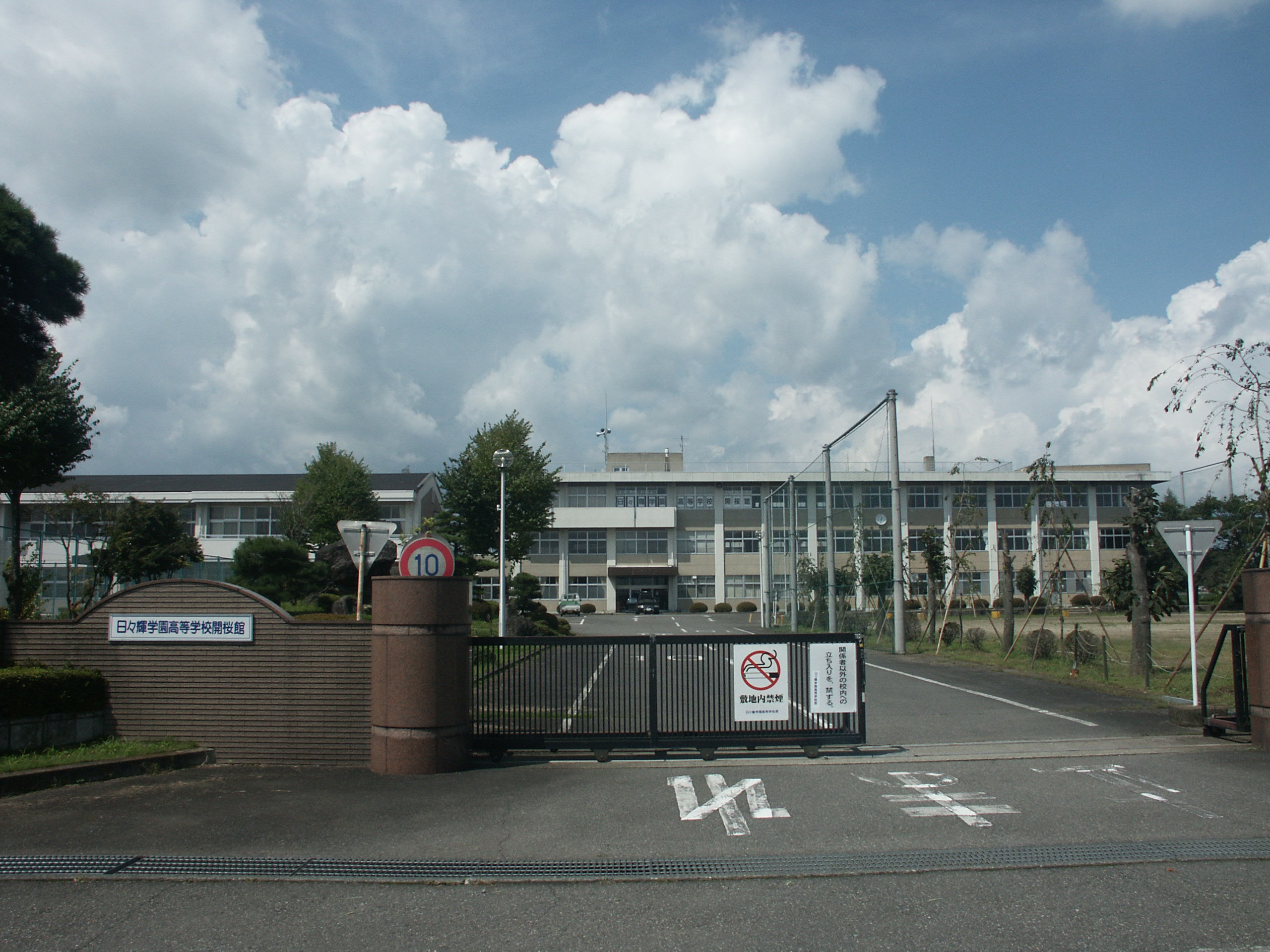
開桜館
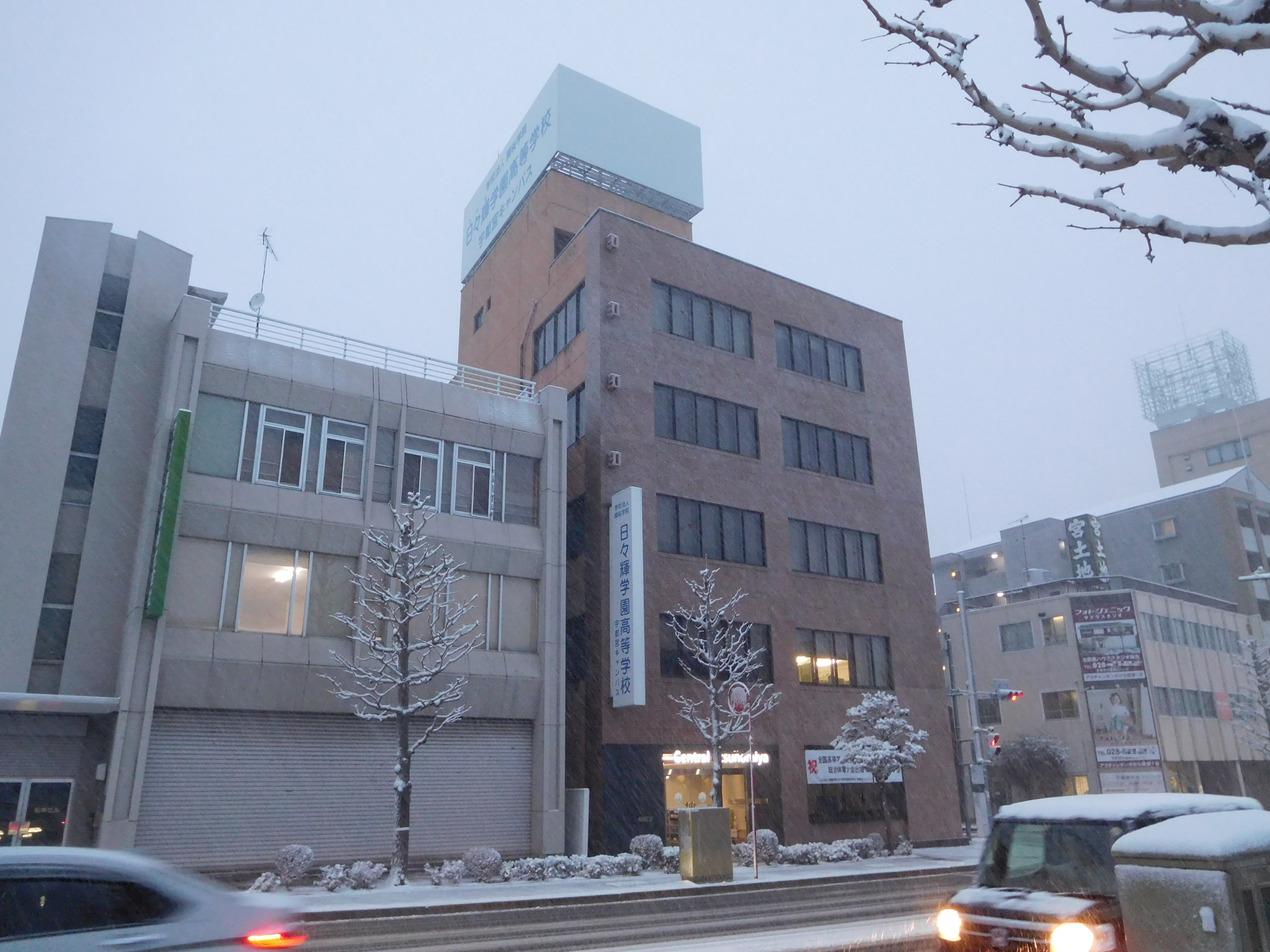
宇都宮キャンパス
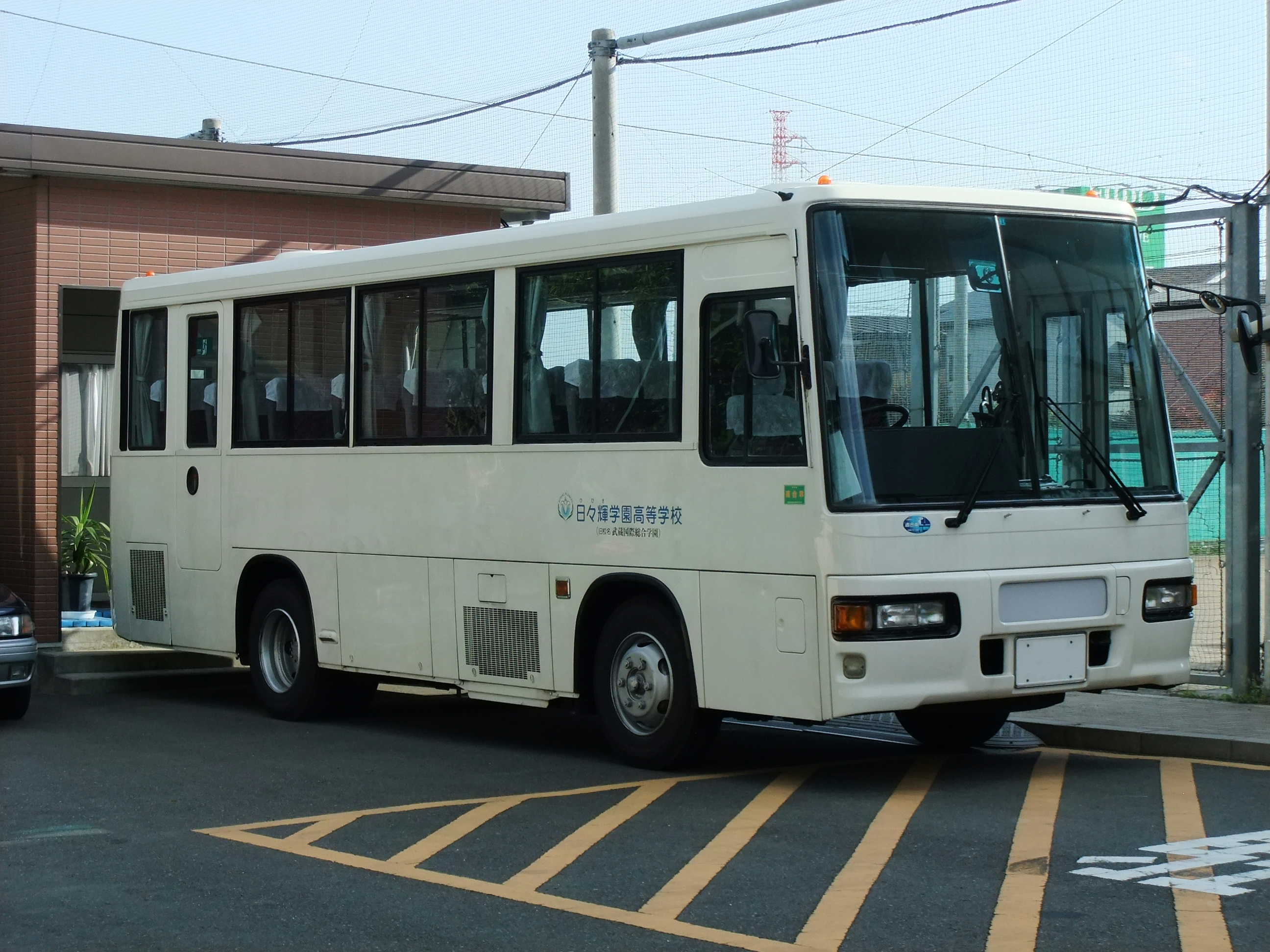
スクールバス

## 教育の特色
通信制高校としての認可を受けているが、各キャンパス・校舎への通学を基本としたコース設定がされており、週1日未満の登校で学習するコースが設定されていないため、原則として全日制同様の通学を前提とした通信制高校である。学校側は「『通える』通信制高校」を掲げ、毎日登校することを理想としつつも、「毎日来なくても大丈夫」とすることで、生徒の気持ちを楽にする効果がある、と考えている。
登校時には、インターンシップ、畑仕事、ボランティア活動などの家庭ではできない学習活動を通して社会経験を積む。なお、塩谷町本校は学校林・学校畑を有する。また、臨床心理士・公認心理師であるスクールカウンセラーが常駐する。
1年次は、「学び直し」と称して、国語・数学・英語の3教科については、中学校までの学習内容の復習に取り組む。
部活動で全国大会（全国高等学校定時制通信制体育大会など）に出場すると、学園全体で合宿が行われる。

## 沿革
- 2005年（平成17年）10月7日 - 塩谷町において認可を受ける
- 2006年（平成18年）4月 - 開校
- 2009年（平成21年） - 武蔵国際総合学園を統合、武蔵国際総合学園の各校舎はそれぞれ本校校舎となる。
- 2013年（平成25年）4月 - 旧栃木県立塩谷高等学校の校地・校舎を使用し、体験学習館開桜館を開校[9]。
- 2013年（平成25年）10月 - 同年9月に設立された学校法人開桜学院に設置者が変更される[10]。

## 著名な出身者
「2015 - 2019年度の平均卒業率は98.3%」、「多くの卒業生が大学・短期大学・専門学校へ進学を実現している」などとしているが進学率は示されていない。
- 橋本大地（プロレスラー、2011年に卒業）[11]
- 田中かりん（とちおとめ25、2012年に卒業）